# Mesosignum multidens
Mesosignum multidens är en kräftdjursart som beskrevs av Menzies och Dirk Frankenberg 1967. Mesosignum multidens ingår i släktet Mesosignum och familjen Mesosignidae. Inga underarter finns listade i Catalogue of Life.